# هوش مصنوعی عملیاتی
هوش مصنوعی عملیاتی یا هوش مصنوعی عملیات محور نوعی سیستم بسیار هوشمند است که برای کاربردهای دنیای واقعی به ویژه در مقیاس تجاری طراحی شده است. این اصطلاح برای متمایز ساختن سیستم‌های هوش مصنوعی (AI) قابل دسترس از تحقیقات اساسی هوش مصنوعی و از برنامه‌های کاربردی هوش مصنوعی صنعتی که با استفاده معمول یک تجارت یکپارچه نیستند، استفاده می‌شود. تعریف هوش مصنوعی عملیاتی در سراسر صنعت فناوری اطلاعات متفاوت است، جایی که فروشندگان و سازمان‌های منفرد اغلب تعاریف سفارشی خود را از این فرآیندها و خدمات به منظور بازاریابی محصولات خود ایجاد می‌کنند. برنامه های کاربردی شامل تجزیه و تحلیل متن، تجزیه و تحلیل پیشرفته، تشخیص چهره و تصویر، یادگیری ماشین و تولید زبان طبیعی است.

## تعاریف
بر اساس مقاله سفید توسط شرکت نرم افزار Tupl Inc، آموزش مدل یادگیری ماشین مداوم و استخراج نتایج در صنعت مخابرات به تعداد زیادی ابزار اتوماسیون نیاز دارد تا توسعه و استقرار بسیاری از موارد استفاده، جمع آوری و همبستگی را تسهیل کند.داده‌ها، ایجاد و آموزش مدل‌ها، و عملکرد در سطوح امنیتی و در دسترس بودن سطح مخابرات.

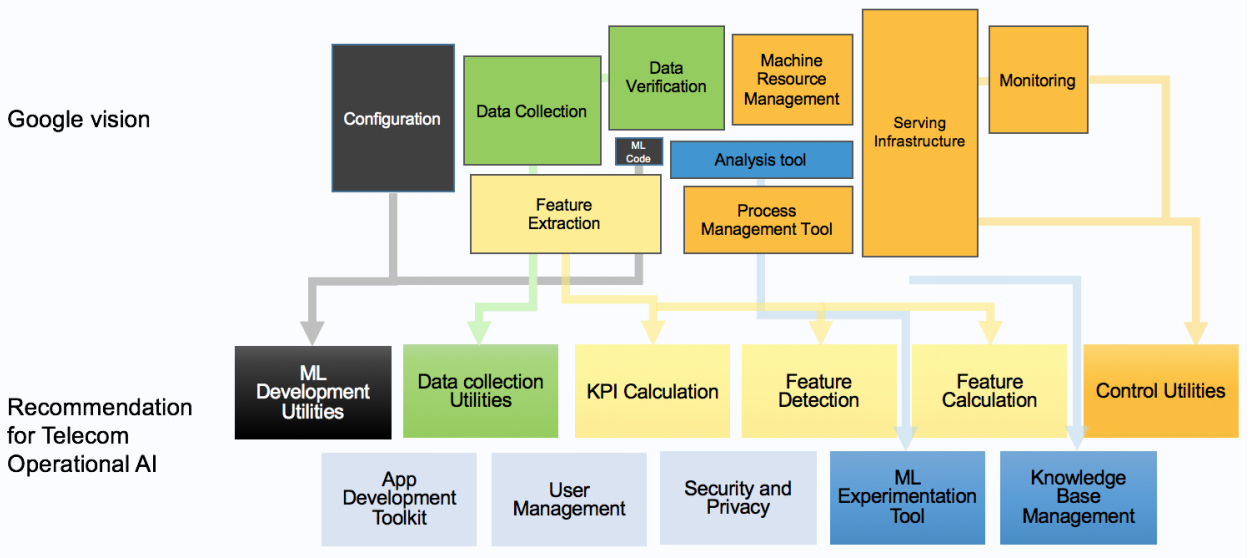

- اجزای کلیدی هوش مصنوعی عملیاتی برای صنعت مخابرات نویسندگان: پل وال، هنری پالاس، لوران کریسمس، پتری هاوتاکانگاس از شرکت تاپل[۲]

محققان در گروه هوش مصنوعی دانشگاه واترلو، هوش مصنوعی عملیاتی را بر اساس تمرکز بر برنامه‌هایی که برای محصولات و شرکت ارزش می‌آورند، توصیف می‌کنند.فخری کرای، استاد مهندسی برق و کامپیوتر دانشگاه واترلو، هوش مصنوعی عملیاتی را «کاربرد هوش مصنوعی برای توده‌ها» توصیف می‌کند. الکساندر وانگ (پروفسور) رئیس تحقیقات کانادا و دانشیار، هوش مصنوعی عملیاتی را به عنوان هوش مصنوعی برای "هر کسی، هر کجا و در هر زمان" توصیف می کند!

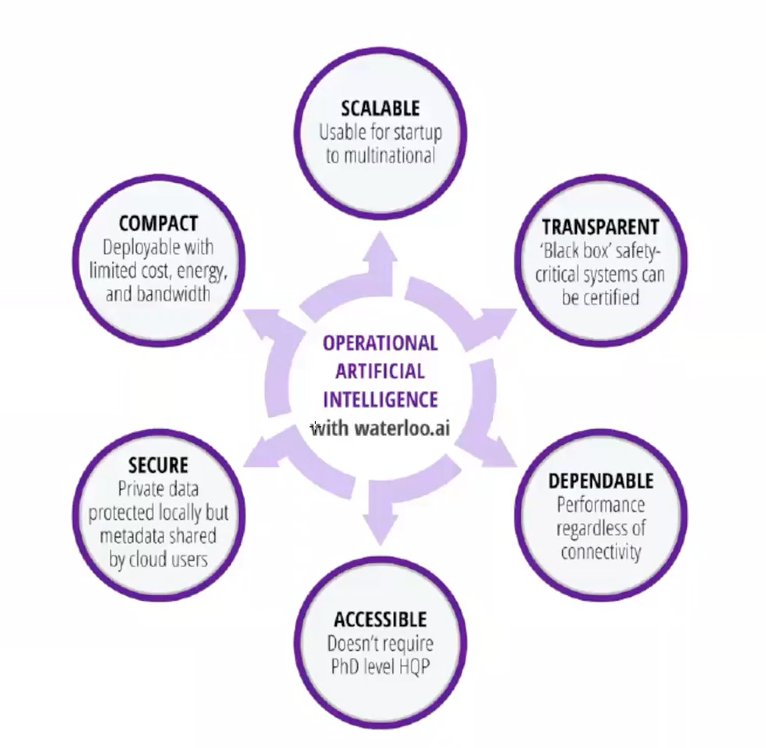

- نمودار اجزای هوش مصنوعی عملیاتی.  فریمی از "هوش مصنوعی عملیاتی: هر زمان، هر جا، هر کسی"، بحث توسط پروفسور الکساندر ونگ، 12-12-2017، آپلود شده در انجمن سنترا[۴]

## اصطلاحات مرتبط
هوش مصنوعی صنعتی به سیستم های هوشمندی گفته می‌شود که برای کسب و کار در هر مقیاس و برای هر موردی استفاده می‌شود.